# Czabaniwka (obwód zakarpacki)
Czabaniwka (ukr. Чабанівка) – wieś na Ukrainie. Należy do rejonu użhorodzkiego w obwodzie zakarpackim i liczy 442 mieszkańców.